# Fabian Kirsch
Fabian Kirsch (* 17. September 1977 in Worms) ist ein deutscher Verwaltungsjurist. Er war von 2021 bis 2024 als Staatssekretär der Chef der Staatskanzlei Rheinland-Pfalz.

## Leben

### Ausbildung
Kirsch absolvierte 1997 das Abitur und leistete von 1997 bis 1998 Zivildienst beim Hilfsdienst Pirmasens (u. a. Ausbildung zum Rettungssanitäter). Anschließend studierte er von 1998 bis 2004 Rechtswissenschaften an der Universität des Saarlandes und der Johannes Gutenberg-Universität Mainz. Im Jahr 2004 legte er die Erste Juristische Staatsprüfung ab. Von 2004 bis 2006 absolvierte er den juristischen Vorbereitungsdienst im Bezirk des Pfälzischen Oberlandesgerichtes Zweibrücken, sodass er 2006 die Zweite Juristische Staatsprüfung ablegte.

### Laufbahn
Kirsch trat in den Staatsdienst und war von 2006 bis 2008 im Tourist- und Festspielbüro der Stadt Oppenheim beschäftigt und von 2006 bis 2007 als juristischer Sachbearbeiter im Rechtsamt der Stadt Pirmasens tätig.
Im Jahr 2007 wechselte er und wurde leitender staatlicher Beamter beim Donnersbergkreis in Kirchheimbolanden, wo er bis 2017 blieb. Er wurde 2017 geschäftsführender Direktor des Städtetages Rheinland-Pfalz.
Zum 18. Mai 2021 wurde Kirsch unter Ministerpräsidentin Malu Dreyer (SPD) zum Staatssekretär und Chef der Staatskanzlei Rheinland-Pfalz ernannt. Er folgte damit auf Clemens Hoch (SPD). Ab dem 1. März 2022 war Kirsch als Vertreter des Landes Rheinland-Pfalz Mitglied des ZDF-Fernsehrats und dort Mitglied im Programmausschuss Chefredaktion und im Programmausschuss Partnerprogramme. Am 10. Juli 2024 wurde er mit Amtsantritt des Kabinetts Schweitzer im Amt des Chefs der Staatskanzlei von Fedor Rose abgelöst.
Bereits während seines Studiums trat Kirsch in die SPD ein.